# Odznaka Rycerza Kawalera
Odznaka Rycerza Kawalera (ang. Badge of a Knight Bachelor) – odznaka ustanowiona 21 kwietnia 1926 roku, noszona przez mężczyzn pasowanych przez władcę Wielkiej Brytanii na Rycerza Kawalera (Knight Bachelor). 
W przypadku przyznawania tytułu honorowego kobiecie nadawany jest co najmniej Order Imperium Brytyjskiego w klasie Dama Komandor wraz z prawem do używania dożywotnio tytułu Dame. Pasowanym Rycerzom Kawalerom przysługuje dożywotni tytuł honorowy Sir. Ich żony i córki mogą nosić specjalne broszki-odznaki sygnalizujące prawo ich męża lub ojca do tytułu.
Odznaka z początku noszona była na piersi na podobieństwo gwiazd orderowych, od 1973 nieco mniejszą odznakę nosi się na wstążce na szyi. Od 2001 istnieje możliwość markowania jej na strojach za pomocą rozetki w butonierce.
W brytyjskiej precedencji Rycerze Kawalerowie zajmują miejsce po Kawalerach lub Damach Komandorach Orderu Imperium Brytyjskiego, a przed Towarzyszami Orderu Łaźni. Kolejność między samymi Rycerzami Kawalerami jest uzależniona od daty pasowania na rycerza.